# New Actor Experience
株式会社New Actor Experience（ニューアクターエクスペリエンス、英語表記：New Actor Experience Co., Ltd.）は、東京都渋谷区に本社を置くAV事務所。社名で呼ばれることは少なく、略称である「NAX（ナックス）」や「NAXプロモーション」と呼称される。

## 概要
2006年に設立。2022年時点の代表者は武田東太。
Japan production guild（日本プロダクション協会）加盟プロダクションで、主要都市に支社を展開する。企画女優を主としたが、2017年に鈴村あいり、2018年に伊藤舞雪が所属するなど徐々に単体女優との契約も増え、一方でSM等のハードな作品を得意とする女優も所属する。
2022年に元クルーズグループのマネージャーであったみなみが移籍してきてからは、定期的に女性も訪れやすいトークイベント「スナックNAX」を開催している。
所属する五芭は、「アットホームで仲がいい」「この事務所に来てよかった」と事務所の雰囲気を回答。

## 主な所属モデル
- 釈アリス
- 御影れみ
- 灰原かほ
- 静河
- 松本菜奈実
- 天美めあ
- 宮崎千尋
- 祈山愛
- 沙月ふみの
- 藤森里穂
- 月乃ルナ
- ゆめ莉りか
- Nia
- 桐香ゆうり
- 五芭
- 橘京花
- 及川うみ
- 森日向子
- 百永さりな
- 氷堂りりあ
- 塩見彩
- 岬さくら
- 松岡すず
- 伊藤舞雪
- 鈴村あいり
- 黒石純礼
- 水稀るい
- 逢沢みゆ
- 千川とわ

## 過去の所属モデル
- 宮沢ちはる
- 児玉れな
- 流田みな実
- 栗宮ふたば
- 奏音かのん
- 天海一華
- 百咲みいろ
- 楽園ミナ
- 鈴音杏夏[2]
- 千石もなか[5]